# Crítica textual
Em filologia, crítica textual, ecdótica (do grego ékdotos: "edito") ou ainda crítica documental é uma ciência, na intersecção da história, da filologia, da crítica literária e da literatura, que estuda a composição textual e suas circunstâncias de composição, bem como a tradição dos textos antigos até os dias atuais. Trata, portanto, de restituir, por meio de metodologia científica, a forma mais próxima possível do que seria as diferentes fases de redação de um texto, a fim de estabelecer uma edição padrão atual ou "edição crítica", reconstruída, com base em metodologias e pressupostos, a partir de todas as fontes documentais disponíveis.

## História
Os primeiros estudos crítico-textuais de que se tem notícia foram realizados na Bíblioteca de Alexandria. Segundo Paroschi, "Em 274 a.C., seu primeiro diretor, o gramático e crítico literário Zenódoto de Éfeso, comparou diversos manuscritos dos poemas épicos homéricos e preparou aquela que é tida como a primeira edição crítica da Ilíada e da Odisseia." Outros como Aristófanes de Bizâncio e Aristarco de Samotrácia também prepararam edições críticas de Homero e outros escritores clássicos.

## Etapas da crítica textual
Normalmente são três as principais abordagens fundamentais para a aplicação da crítica textual:
- Ecletismo
- Estemática
- Correção de copistas.

Recentemente novas técnicas, entre elas a cladística, que é a classificação hierárquica das espécies, baseada na ascendência evolutiva, método oriundo da biologia, têm sido adicionadas visando melhor estabelecer o relacionamento entre as cópias ou manuscritos de uma obra.

## Busca dos textos originais
A crítica textual pode tentar reconstruir um texto original. No entanto, o conceito de texto original pode-se referir a coisas distintas. Por texto original, o crítico pode estar se referindo ao Urtexto, que pode ser tanto as diversas versões primitivas que convergiram a um arquétipo ou texto ideal quanto um texto primitivo do qual se ramificaram em diversas variantes. Outro sentido de texto original é o autógrafo, a forma do texto quando foi vertida pela primeira vez à escrita. Ainda, sob o nome de texto original se busca o Vorlage, a  versão anterior de um texto ou o texto-fonte. A reconstituição de um texto a partir de sua formas traduzidas se chama retroversão.

## História textual
As variações textuais ao longo do tempo revelam como sua composição tomou corpo. Antes da invenção da imprensa, quando surgiu a figura do editor que preparava textos para a reprodução em massa, copistas reescreviam o texto para cada cópia, surgindo variantes -- intencionais ou não -- do manuscrito. Outras vezes, eles literalmente recortaram suas fontes, juntava os pedaços de texto de vários manuscritos e depois fixava-os em uma colagem. 
Em filologia, a crítica textual estuda os textos antigos, sua composição, sua preservação e transmissão ao longo do tempo, visando reconstituí-los com base na documentação disponível, enquanto a crítica literária tem como foco não só a recuperação do texto em si, mas também outros aspectos, tais como a autoria, fontes utilizadas e o contexto da obra.